# ПОПЕРЕДУ
 ПОПЕРЕДУ  — це третій альбом гурту «OT VINTA».

## Пісні
1. «Попереду жахи-шляхи»
2. «Їхав козак»
3. «Шабелина»
4. «Ніч яка місячна»
5. «Міцні засмальцьовані руки»
6. «Тиша навкруги»
7. «Дівчина рибчина»
8. «Попурі»
9. «З бодуна»
10. «Та орав мужик»
11. «Ой чий то кінь стоїть»
12. «Два кольори»
13. «Гей! Скобе!»
14. «Зоряний вітер»
15. «Піке над Карпатами»
16. «Ти казала у неділю будем слухать рокабілі»

## РЕЦЕНЗІЯ
Ot Vinta 

CD 

© MOON 

Вихід:

14 грудня 2006

Платівка «Попереду!» стала третьою в дискографії колективу і являє собою збірку з авторських пісень украбілів, обробок народних творів та власних версій відомих шлягерів, виконаними з незмінним «отвінтистським» драйвом та дотепами. 
Продовжують патріотичну тему в альбомі треки «Зоряний вітер» та «Гей, скобе», написані свого часу «гвинтами» для Пласту (Національна скаутська організація України). Народна спадщина представлена на платівці піснями «Їхав Козак», «Шабелина», «Мав я раз дівчиноньку», «Та орав мужик», які вже стали концертними хітами, та акапельною версією загальновідомої «Ой чий то кінь стоїть». 
Решту трек-листа «Попереду!» складають переспіви естрадних пісень «Міцні засмальцьовані руки» (україномовна версія пісні «Блюз пухлых рук» московської команди «Містер Твістер»), «Два кольори», «Тиша навкруги» та інші.
Як бонуси до платівки увійшли треки «Ти казала у неділю будем слухать рокабілі» та «Піке над Карпатами». Саме цими піснями «OT VINTA» заявили про себе на знаковій збірці «1-й Украинский рокабильный фронт», що вийшла в 1998 році.